# 더 간
더 간(영어: The Ghan)은 오스트레일리아의 애들레이드에서 앨리스스프링스를 거쳐, 다윈을 잇는 대륙 종단 철도를 이른다.

## 역사
당시 철도 건설의 구상은 식민지 시재부터 계획하고 있으며 1862년에 최초로 구상했다. 1878년 포트오거스타에서 시작된 고난이도 공사가 13년 동안 계속되었다가 자금난에 시달리게 되면서 포기했다. 이후 1911년에 오스트레일리아 정부가 프로젝트를 인수했고 1926년부터 1929년까지 앨리스스프링스까지 연장 공사를 했으나 다윈까지 공사를 완성시킬 계획이 보류되었다. 이 열차가 운행하기 전만 해도 낙타가 유일한 교통 수단이였다. 이후 다윈 구간은 스노이산맥 스킴(영어: Snowy Mountains Scheme) 이후 50년 만에 오스트레일리아에서 두 번째로 큰 공사로 126년 동안 계획과 정체와 반복한 끝에 2001년 7월에 13억 호주 달러의 예산을 들였다. 2004년에 다윈까지 연장 개통이 되면서 현재에 이르고 있다.

## 사진

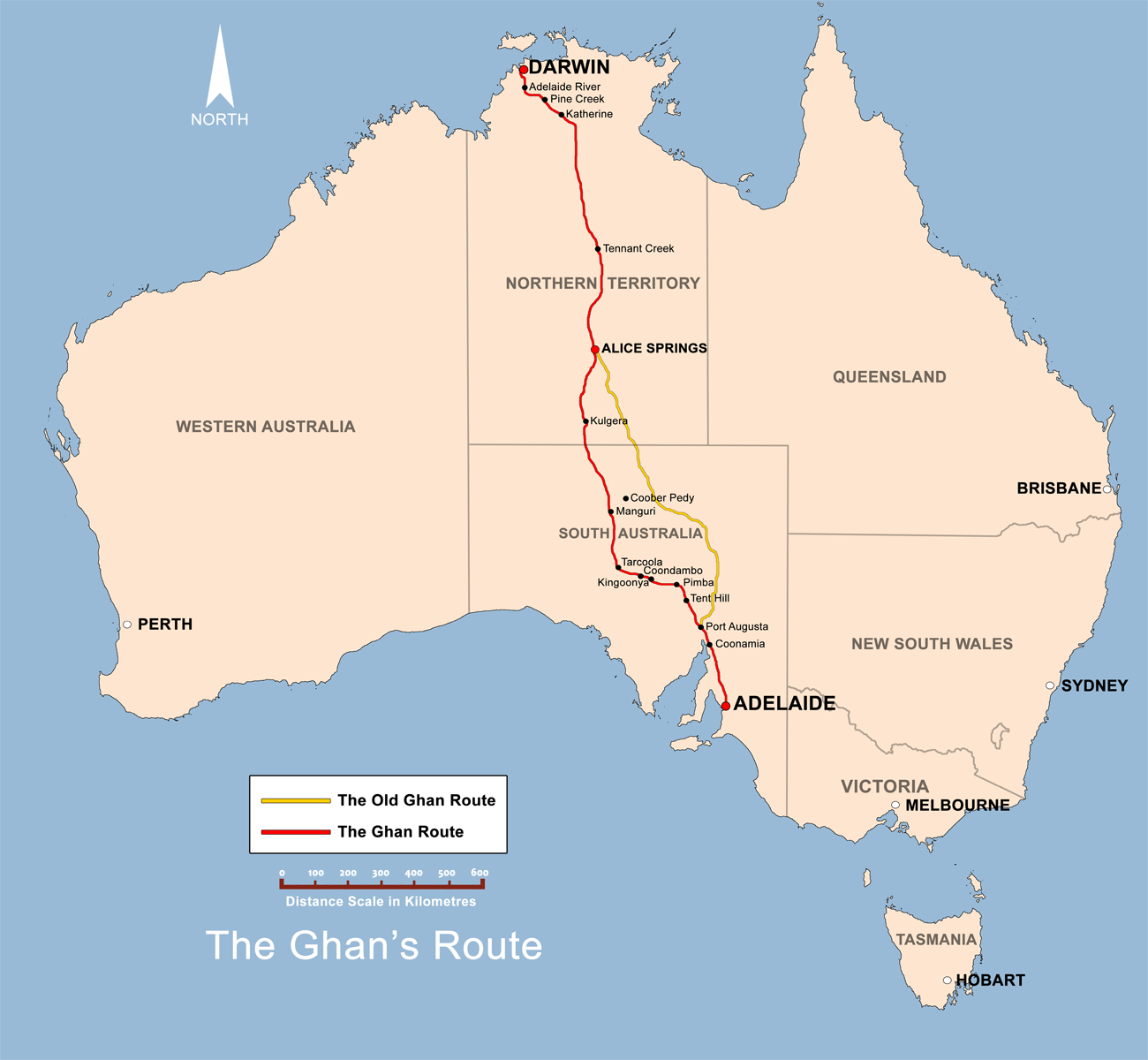
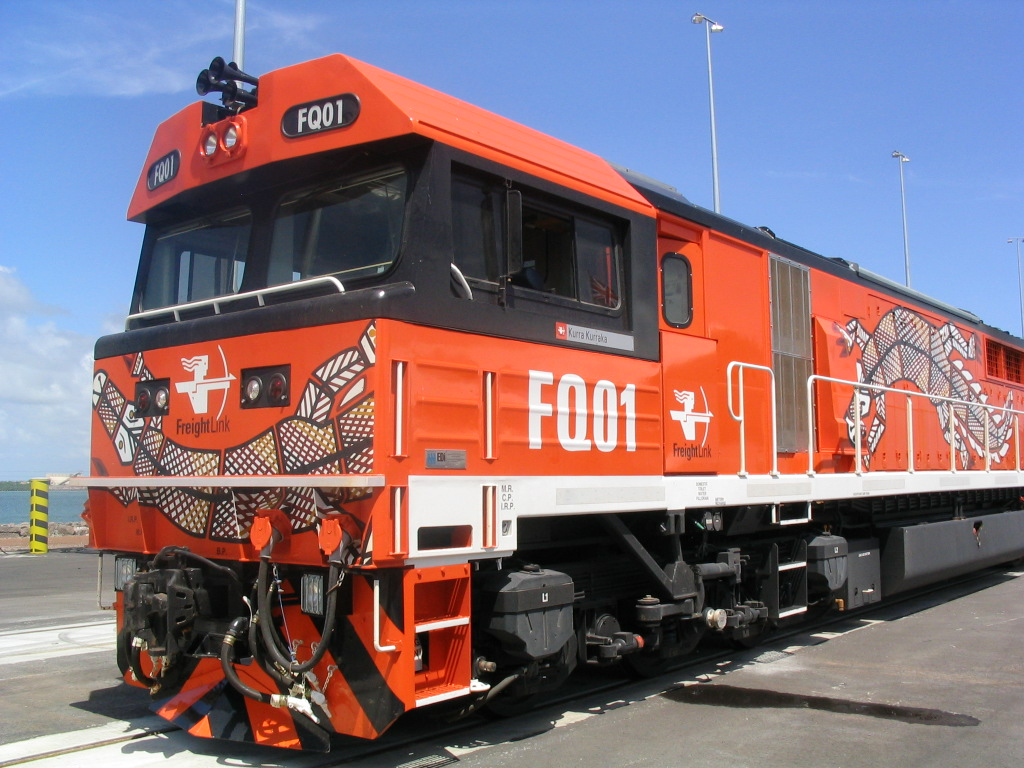
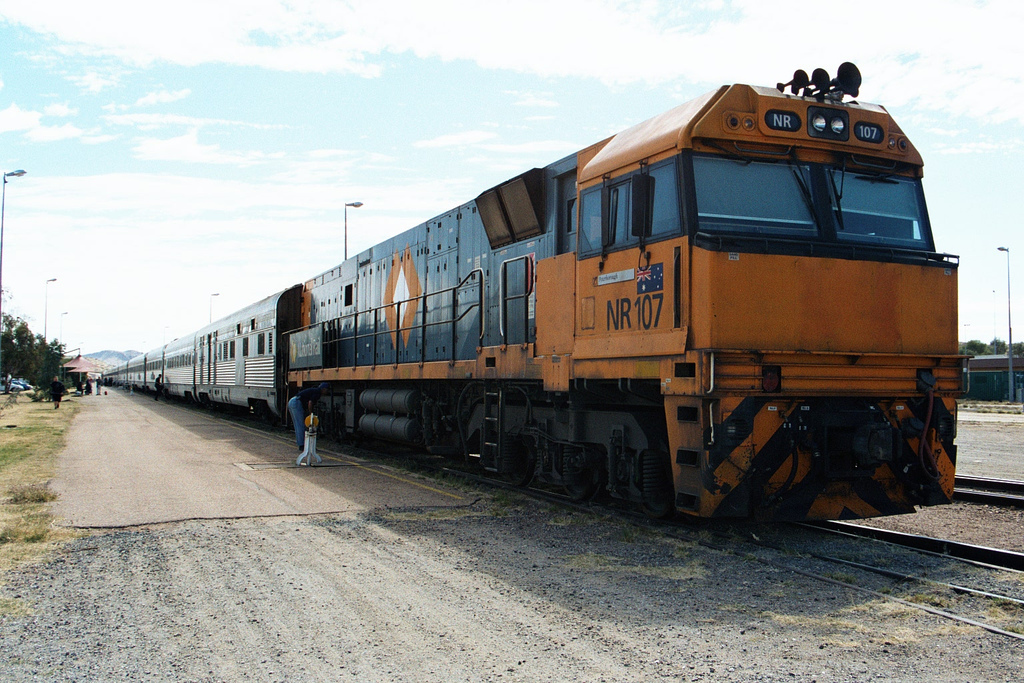
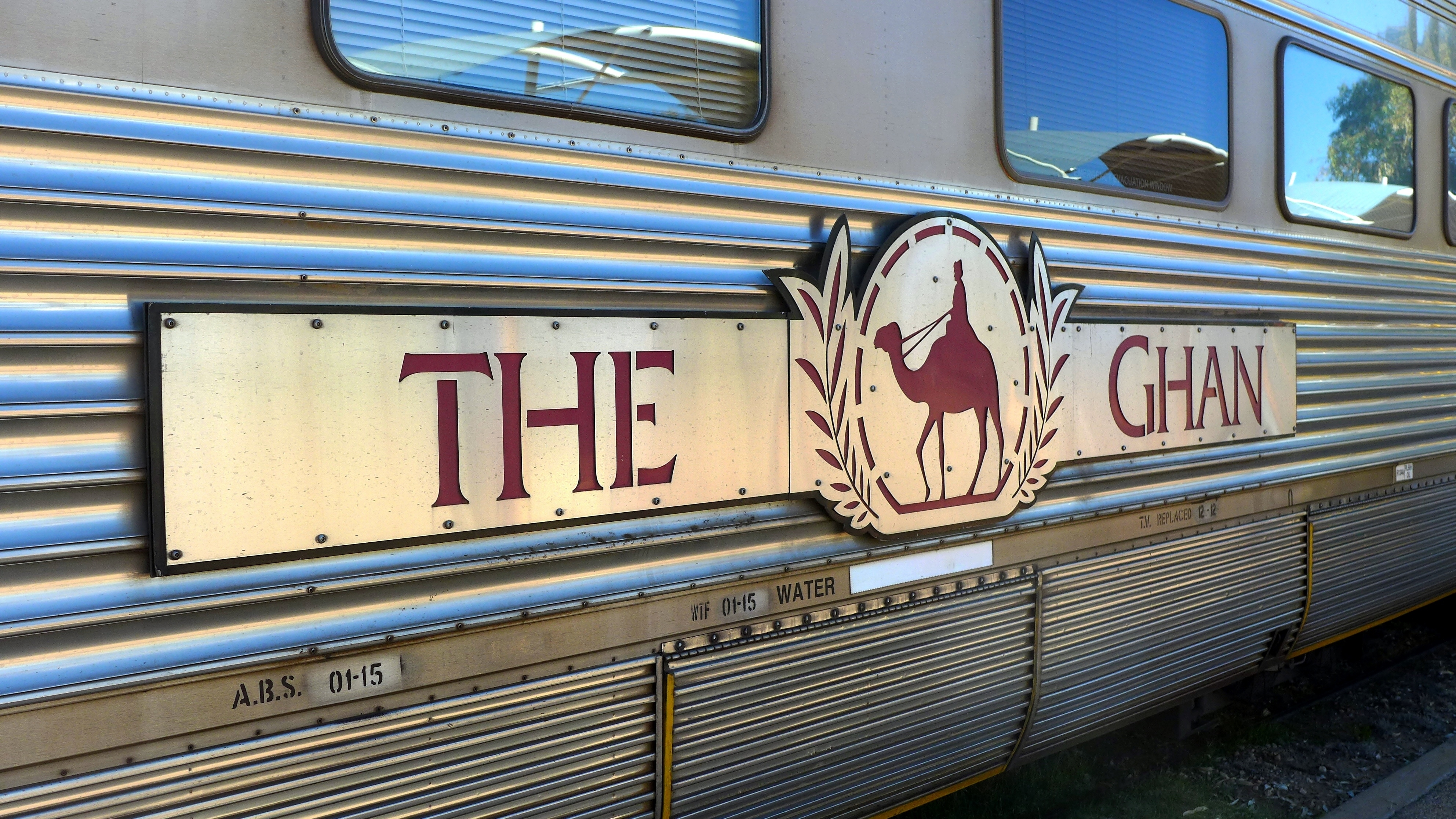